# Ruza (riu)
|  | No s'ha de confondre amb Ruza. |

El Ruza - (rus) Руза - és un riu de Rússia, afluent per l'esquerra del Moskvà, pertany a la conca hidrogràfica del Volga. Passa per l'óblast de Moscou. Té una llargària de 145 km i drena una conca hidrogràfica de 1.990 km². És de règim nival, i té un cabal màxim a l'abril i maig, amb 13,1 m³/s a 16 km de la seva desembocadura. El riu roman glaçat generalment de novembre a abril.